# Шальная пуля (фильм, 1980)
«Шальная пуля» (также в прокате как «Василий Киквидзе» или «Киквидзе») — советский историко-биографический художественный фильм 1980 года киностудии «Грузия-фильм».

## Сюжет
Сюжет фильма составляют эпизоды из жизни героя гражданской войны Василия Киквидзе, создателя отрядов Красной гвардии, оборонявших Царицын.

## В ролях
- Зураб Кипшидзе — Васо Киквидзе
- Жанна Прохоренко — Мария Черникова
- Александр Потапов — Сашко
- Юрий Назаров — Разживин
- Валентин Никулин — Глазунов
- Феликс Сергеев
- Александр Толстых
- Людмила Оскрет
- Виктор Андриенко
- Кахи Кавсадзе
- Александр Яковлев — Волынцев
- Леонид Яновский
- Александр Январёв
- Татьяна Митрушина

## Отзывы
Критик М. Кваснецкая в журнале «Советский экран» отметила, что жанр героико-приключенческой киноповести позволил создать правдивый рассказ о романтической судьбе революционера, при этом такой рассказ становится «своеобразным современным мифом».